# Anna Rakitina
Anna Rakitina (* 1989 in Moskau) ist eine russische Dirigentin.

## Leben und Wirken
Anna Rakitina stammt aus einer ukrainisch-russischen Familie, ihr Vater ist Ukrainer, ihre Mutter Russin. Bereits kurz nach dem Russischen Überfall auf die Ukraine seit 2022 positionierte sich Anna Rakitina in der Öffentlichkeit deutlich gegen die Politik von Wladimir Putin.
Rakitina erhielt zunächst Unterricht auf der Violine und Gesangsunterricht und studierte später Dirigieren bei Stanislaw Djatschenko am Moskauer Konservatorium sowie bei Ulrich Windfuhr an der Musikhochschule Hamburg, wo sie ihr Studium 2018 mit dem Master abschloss. Zudem absolvierte sie Meisterkurse bei Gennadi Roschdestwenski, Wladimir Jurowski und Johannes Schlaefli sowie bei Alan Gilbert und Bernard Haitink im Rahmen der Lucerne Festival Academy.
Seit 2019 bis Sommer 2023 wirkte sie als Assistentin von Andris Nelsons beim Boston Symphony Orchestra, das sie zum Beispiel beim Festival in Tanglewood dirigierte.
Sie dirigierte in Deutschland unter anderem das WDR Sinfonieorchester, die Hamburger Symphoniker, das Deutsche Symphonie-Orchester Berlin, das Rundfunk-Sinfonieorchester Berlin (zum Beispiel in der Berliner Philharmonie und im Berliner Konzerthaus),  das Gürzenich-Orchester Köln, die Meininger Hofkapelle oder die Nürnberger Symphoniker.
International leitete sie zum Beispiel das Orchestre Philharmonique de Radio France, das BBC Philharmonic, das Concertgebouw-Orchester, das Dänische Radio-Sinfonieorchester, das Nationale Philharmonie-Orchester Russlands, viele Orchester in den USA – darunter das San Francisco Symphony, die New Yorker Philharmoniker, das Los Angeles Philharmonic, das Chicago Symphony Orchestra, das Baltimore Symphony Orchestra, das San Francisco Symphony – sowie das Vancouver Symphony Orchestra, das Orchestra di Maggio Musicale Fiorentino, die Festival Strings Lucerne, die George-Enescu-Philharmonie in Bukarest, das Yomiuri-Nippon-Sinfonieorchester (in der Suntory Hall), das Taiwan National Orchestra und das Taipei Symphony Orchestra.

## Preise
- 2015: 3. Preis bei der TCO International Conducting Competition in Taipeh[5]
- 2017: 3. Preis beim Deutschen Dirigentenpreis[5]
- 2018: 2. Preis bei der Malko Competition[5]